# Leucobrephos mongolicum
Leucobrephos mongolicum là một loài bướm đêm trong họ Geometridae.